# Cam Phú
Cam Phú là một phường cũ thuộc thành phố Cam Ranh, tỉnh Khánh Hòa, Việt Nam.
Phường Cam Phú có diện tích 5,91 km², dân số năm 2000 là 6.448 người, mật độ dân số đạt 1.091 người/km².